# Sindicatos de Ecuador
Los sindicatos en Ecuador son organizaciones sociales legales según el numeral 8 del artículo 325 de la Constitución de la República se "garantizará el derecho de organización de trabajadores y empleadores y su libre desenvolvimiento, sin autorización previa y conforme a la ley". Asimismo el numeral 14 declara que se "reconoce y garantiza el derecho de los trabajadores a la huelga y el de los empleadores al paro, de conformidad con la ley".
En el contexto ecuatoriano los sindicatos de sectores son prácticamente inexistentes fuera del sector público, y la legitimidad real de estos sindicatos es fuertemente cuestionada. La mayoría de sindicatos responden a partidos políticos (muchos de ellos minoritarios) y trabajan más como clubes políticos.  

## Historia
Aunque las organizaciones sindicales ecuatorianas comenzaron a formarse a principios del siglo XX, los trabajadores organizados no comenzaron a adquirir influencia hasta finales de la década de 1930. Eventos clave en la historia laboral de Ecuador tuvieron lugar en 1938 con la promulgación del Código del Trabajo y la fundación de la primera confederación laboral, nacida con el nombre de Confederación Ecuatoriana de Obreros Católicos (CEDOC). Entre 1938 y 1949, se formaron unas 550 organizaciones laborales. Estos incluyeron la segunda confederación del país, la Confederación de Trabajadores (CTE), que comenzó a funcionar en 1944. Entre 1950 y 1973 se establecieron un total de 3.093 sindicatos.

## Centrales trabajadores

### CSEdg
Bajo el lema todo se está “Construyendo la nueva Central Sindical de Trabajadoras y Trabajadores del Ecuador” CSE, 20 Federaciones Nacionales, Provinciales, Cantonales, Organizaciones Sindicales Nacionales y de Base en un número mayor a 800 delegados de todo el país se hicieron presentes en la asamblea Constitutiva de la nueva Confederación Sindical del Ecuador CSE, el pasado 27 de mayo de 2010 en la ciudad de Guayaquil, acto que contó con la presencia de un representante de la OIT, así como organismos de Cooperación Internacional.

### CTE
En 1944 se funda la Confederación de Trabajadores Ecuatorianos, como brazo laboral de la izquierda marxista ecuatoriana, liderada por Pedro Saad. La CTE tuvo su apogeo en los cincuenta, cuando controlaba los sindicatos más importantes, pero sufrió un duro revés con la separación de la Federación Nacional de Choferes y más tarde con el nacimiento de la CEOSL.

### CEDOC
En 1938 se había creado la CEDOC, cuyas siglas inicialmente correspondían a la Confederación Ecuatoriana de Obreros Católicos. La CEDOC surgió con el auspicio de la Iglesia católica y el partido Conservador como respuesta a la creciente influencia del marxismo en el sector laboral. Paulatinamente, la CEDOC fue separándose del partido conservador y en 1988 adoptó el nombre de Confederación Ecuatoriana de Organizaciones Sindicales Cristianas. En 1974 pasó a llamarse Confederación Ecuatoriana de Organizaciones Clasistas hasta en la actualidad.

### CEDOC tarea
A mediados de los años setenta la CEDOC se fragmenta en dos: la CEDOC CLAT y la CEDOC SOCIALISTA. La primera se vincula a la Democracia Popular y conserva el reconocimiento oficial y la vinculación con las Federaciones internacionales de igual ideología, particularmente con la Confederación Mundial de Trabajadores y la Central Latinoamericana de Trabajadores. La segunda se alinea con tendencias de izquierda marxista, y no tiene personería jurídica hasta octubre de 1988, cuando es reconocida por el ministro César Verduga y cambia de razón social a CEDOCUT, dirigida por Mesías Tatamuez.

### CEOSL también
La CEOSL o Confederación Ecuatoriana de Organizaciones Sindicales Libres nace en 1962, auspiciada por la Alianza para el Progreso, como alternativa al sindicalismo marxista de la CTE.

### UGTE
La Unión General de Trabajadores del Ecuador (UGTE) es un sindicato de centrales obreras y campesinas formado en 1982 con postulados clasistas y revolucionarios, que agrupa a trabajadores industriales, de servicios, agrícolas, públicos y privados.

## Líderes sindicales
El accionar de los líderes sindicales, en algunas momentos de la historia Ecuatoriana, ha sido estigmatizado como un liderazgo sumergido en corrientes ideológicas de izquierda. En los últimos veinte años de la vida republicana han destacado los señores José Chávez, Fausto Dutàn, Manuel Mesías Tatamuez.

## El movimiento sindical y su relación con el movimiento indígena
El movimiento sindical enmarca su lucha en su relación estrecha con el movimiento indígena  bajo el paradigma de la reivindicación de los explotados y marginados, encuadrados en una orientación de izquierda. Algunas facciones del movimiento obrero e indígena, en las últimas décadas se encasillaron también en las doctrinas cristianas. Hay indígenas evangélicos y obreros en la ideología de la democracia cristiana.